# Ərtəpə
Ərtəpə è un comune dell'Azerbaigian situato nel distretto di Gədəbəy. Conta una popolazione di 1.487 abitanti.